# Pseudachorutes curtus
Pseudachorutes curtus är en urinsektsart som beskrevs av Christiansen och Bellinger 1980. Pseudachorutes curtus ingår i släktet Pseudachorutes och familjen Neanuridae. Inga underarter finns listade i Catalogue of Life.